# Thomas Winding
Thomas Winding (né le 4 octobre 1936 et mort le 4 juillet 2008) est un scénariste et acteur danois. Il fut membre de l'Institut National du film danois.
Winding est connu pour avoir doublé de nombreux films d'animation ayant le rôle fréquent de narrateur. Parallèlement, il fait dans l'écriture de scénario notamment pour la télévision.

## Filmographie
- 1993 : Jungle Jack